# Mann (rappeur)
Pour les articles homonymes, voir Mann.
Mann, de son vrai nom Dijon Thames Shariff, né le 17 juillet 1991 à Los Angeles en Californie, est un rappeur américain. Il est sans doute mieux connu pour ses singles Buzzin' avec 50 Cent et The Mack avec Snoop Dogg et Iyaz Depuis 2008, MANN compte quatre albums et six mixtapes, et a collaboré avec des artistes comme Ty Dolla $ign, Skeme, Audio Push, Kid Ink, Jermaine Dupri, T-Pain, Travis Porter et Jetpack Jones.
À 18 ans, Mann signe au label Def Jam. En 2014, il publie un nouvel album, The Grey Area, produit par JMG.

## Biographie
Shariff s'intéresse au rap dès l'âge de treize ans et à l'âge de seize ans il prend le nom de scène de Metro. Il auto-produit un premier album, The Victim, qui ne sera jamais publié. Il devient ensuite membre du groupe de rap Knights at the Round Table, sous le nom de Madcidsadour, groupe qui prend ensuite le nom de Pathic. Deux albums sont réalisés avec ce groupe, Consequences, qui ne sera jamais diffusé, et Opposition qui est publié en juin 2001 avec des featurings d'Esham et de B-Legit. L'album est réédité le 2 septembre 2004 sous le titre Opposition Version 2.0 et connaît un certain succès.
À 18 ans, Mann signe au label A2Z Entertainment puis à Def Jam. 
Le 7 avril 2009, Mann publie un nouvel album, Hated, sur lequel participent de nombreux artistes de la scène de Détroit parmi lesquels Trick-Trick, Al Nuke, Malik des Cheddar Boys ou encore Big Herk,. Les productions sont effectuées par Bosco, Helluva, Stack Boys, Marco Polo, Ghetti et Track Slammers. Mann signe ensuite au label Beluga Heights Records, le label du producteur J.R. Rotem. Le 25 octobre 2010, Mann publie le single Buzzin' qui se classe premier des Billboard Top Heatseekers. Un remix, intitulé Buzzin' (Remix), en featuring avec 50 Cent, est publié deux mois plus tard. Son nouvel album, Mann's World, publié le 25 juillet 2011, rencontre un certain succès aux États-Unis et au Royaume-Uni, atteignant la 11e place du UK R&B Chart. Outre Buzzin', l'album contient le single The Mack en featuring avec Iyaz et Snoop Dogg.
Son dernier album, The Grey Area, est publié le 24 juin 2014, et produit par JMG.

## Discographie

### Albums studio
- 2010 : West LA Diaries Vol. 1 : Vintage Cutz
- 2011 : Mann's World
- 2011 : West LA Diaries Vol. 2 : Near Life Experience
- 2011 : West LA Diaries Vol. 3 : Birthday Philosophy
- 2014 : The Grey Area

### Mixtapes
- 2011 : Tell a Friend
- 2012 : The Re-Introduction
- 2012 : FMOV: Freshmann on Varsity